# Jan Kovařík
Jan Kovařík (Most, 19 de junio de 1988) es un futbolista checo que juega en la demarcación de extremo para el Bohemians 1905 de la Liga de Fútbol de la República Checa.

## Biografía
Hizo su debut con el SK České Budějovice el 3 de agosto de 2008 en un partido contra el FK Teplice en la Liga de Fútbol de la República Checa, debutando con derrota por 4-0. Posteriormente se marchó al Slavia de Praga, donde jugó tan solo un partido de liga. En 2009 se fue al FK Jablonec, donde permaneció cuatro temporadas. Después se fue traspasado al FC Viktoria Plzeň, haciendo su debut el 14 de febrero de 2013.

## Clubes
| Club                | País            | Año       | Partidos | Goles |
| ------------------- | --------------- | --------- | -------- | ----- |
| SK České Budějovice | República Checa | 2008      | 5        | 0     |
| Slavia de Praga     | República Checa | 2009      | 1        | 0     |
| FK Jablonec         | República Checa | 2009-2013 | 124      | 18    |
| FC Viktoria Plzeň   | República Checa | 2013-2021 | 271      | 32    |
| Bohemians 1905      | República Checa | 2021-     | 124      | 9     |

## Palmarés

### Campeonatos nacionales
| Título         | Club              | País            | Año  |
| -------------- | ----------------- | --------------- | ---- |
| Gambrinus liga | FC Viktoria Plzeň | República Checa | 2013 |